# Comté de Red Lake
Le Comté de Red Lake est situé dans l’État du Minnesota, aux États-Unis. Il comptait 4 299 habitants en 2000. Son siège est Red Lake Falls.